# La Paz (Mendoza)
La Paz è un comune della provincia di Mendoza, in Argentina, nel dipartimento omonimo. È situata ad un'altitudine di 496 m s.l.m., 145 km a est di Mendoza lungo la Ruta Nacional 7, che collega la capitale provinciale a Buenos Aires.
Ha una popolazione di 9 560 abitanti, suddivisa nelle seguenti frazioni:
- Cadetes de Chile
- Desaguadero
- Las Chacritas
- La Gloriosa
- Villa Antigua
- La Paz, sede municipale